# نینا رادوجچیچ
نینا رادوجچیچ (به انگلیسی: Nina Radojčić) (زاده ۵ اوت ۱۹۸۹) خواننده صربستانی است.
او در مسابقه آواز یوروویژن ۲۰۱۱ نماینده صربستان بود.